# Вірхіліо Барко
Вірхі́ліо Ба́рко Ва́ргас (ісп. Virgilio Barco Vargas; 17 вересня 1921 — 20 травня 1997) — колумбійський інженер і політик, двадцять сьомий президент Колумбії.

## Біографія
Народився 1921 року в Кукуті в родині крупного землевласника. Вивчав будівельну справу в Національному університеті Колумбії. 1943 року його було обрано до міської ради Дуранії (Норте-де-Сантандер). Під час Ла Віоленсії емігрував до США, де закінчив Бостонський університет за спеціальністю «економіка» й Массачусетський технологічний інститут, здобувши ступінь бакалавра технічних наук.
1954 року повернувся на батьківщину та вступив до лав Ліберальної партії, 1958 року його було обрано до Сенату, і він зайняв пост міністра громадських робіт. 1961 року Барко отримав посаду посла Колумбії у Великій Британії, 1962 року його знову було обрано сенатором. Впродовж певного періоду він очолював міністерство фінансів і міністерство сільського господарства (1963—1969) в адміністрації Гільєрмо Леона Валенсії. В 1966—1969 роках був мером Боготи.
Від 1969 до 1974 року Барко був одним з директорів Світового банку. Від 1977 до 1980 року обіймав посаду посла в США та на Багамських Островах за сумісництвом. 1980 року подав у відставку в зв'язку з рішенням висунутись на пост президента на виборах 1982 року, втім зняв свою кандидатуру на користь Альфонсо Лопеса Мікельсена, який зазнав поразки на тих виборах.
10 серпня 1985 року Барко очолив Ліберальну партію. За результатами президентських виборів, що відбулись наступного року, він став новим головою держави.
За свого президентства боровся з бідністю, втім провадив непослідовну економічну політику. Він розпочав мирні перемовини з ліворадикальними повстанцями й намагався зупинити зростання наркобізнесу.
Після відставки, від 1990 до 1992 року займав пост посла у Великій Британії. Помер 1997 року в Боготі.